# Bookish
Bookish är en brittisk kriminaldramaserie som hade premiär i Storbritannien den 16 juli 2025. Den första säsongen, som består av sex avsnitt, är skapad av Mark Gatiss.

## Handling
Gabriel Book, ägare till ett antikvariat, förlitar sig på sin enorma samling för att lösa förbryllande fall. Han tar hand om en grupp älskvärda men plågade individer och erbjuder dem informellt skydd och vägledning.

## Rollista (i urval)
- Mark Gatiss - Gabriel Book
- Polly Walker - Trottie Book
- Elliot Levey - Inspector Bliss
- Connor Finch - Jack
- Buket Kömür - Nora
- Daniel Mays - Eric Wellbeloved

- Blake Harrison - Sergeant Morris
- Joely Richardson - Sandra Dare
- Jonas Nay - Felix
- Rosie Cavaliero - Mrs. Dredge
- Jacob Fortune-Lloyd - Stewart Howard
- Tim McInnerny - D
- Paul McGann - Mr. Kind
- Gerard Horan - Baseheart